# デカダン派
デカダン派（デカダンは、退廃派、頽廃派、退廃主義、フランス語: décadentisme、デカダンティスム、mouvement décadent、デカダン（ス）運動、décadisme、デカディスム）とは、19世紀のヨーロッパ文学、とくにフランス文学の中の文学運動。「デカダンス」という呼び名は最初、敵対する批評家らがつけたものだが、後にはそれに属する作家が、19世紀後期の象徴主義あるいは耽美主義運動に関係し、初期ロマン主義のナイーヴな自然観の上で巧妙さを楽しんだ多くの世紀末作家に対して、この名を使った。作家の中にはゴシック小説の伝統、およびエドガー・アラン・ポーの詩・フィクションに影響を受けた者もいた。
「デカダンス」の概念は18世紀、とくにモンテスキューにまで遡り、デジレ・ニザール（Désiré Nisard）がヴィクトル・ユーゴーとロマン主義に対するものとして使って以降は、侮蔑的な意味として批評家たちに取り上げられた。テオフィル・ゴーティエやシャルル・ボードレールといったロマン主義後期の世代は「デカダンス」という単語を、誇りの象徴、あるいは自らが陳腐な「進歩」と捉えたものへの拒絶の象徴として用いた。1880年代には、フランス文学のあるグループが自らのことを「デカダンス」と言及した。このグループの古典的小説はジョリス＝カルル・ユイスマンスの『さかしま』で、最初のデカダン作品と言われることも多いが、一方ではその栄誉をボードレールの諸作品に与える意見もある。
イギリスにおけるデカダン派と関係した指導的人物はオスカー・ワイルドである。
デカダンスは現在、文学的な運動として、ロマン主義とモダニズム文学の過渡期と見なされている。
象徴主義運動は、デカダン派と混同されることが多い。数人の若い作家は1880年代の中頃、新聞で「デカダン」と嘲笑的に書かれた。ジャン・モレアス（Jean Moréas）の『象徴派宣言』（1886年）は主としてその論争への返答であった。ほとんどの作家がこの語を敬遠する一方で、数人の作家はこれを受け入れた。象徴主義とデカダン派は若干領域が重なってはいるものの、別個のものとされ続けている。

## デカダン派の芸術家

### フランス
- ポール・ヴェルレーヌ（Paul Verlaine、詩人）
- ジュール・バルベー・ドールヴィイ（Jules Amédée Barbey d'Aurevilly、小説家）
- シャルル・ボードレール（Charles Baudelaire、詩人）
- オクターヴ・ミルボー（Octave Mirbeau、小説家・劇作家）『Le Calvaire』（1886年）、『Dans le ciel』（1892年 - 1893年）、『責苦の庭（The Torture Garden）』（1899年）
- ジョリス＝カルル・ユイスマンス（Joris-Karl Huysmans、小説家）『さかしま』（1884年）、『En rade』（1887年）、『彼方』（1891年）
- ラシルド（Rachilde、劇作家）
- アルチュール・ランボー（Arthur Rimbaud、詩人）
- ロートレアモン伯爵（Comte de Lautréamont、詩人）
- アナトール・バジェ（フランス語版）（Anatole Baju、作家）雑誌『デカダン（le Decadent）』(1886年)を創刊

### ベルギー
- ジョルジュ・ローデンバッハ（ローデンバック、ロデンバック、ロダンバック）（Georges Rodenbach、詩人・小説家）
- フェリシアン・ロップス（Félicien Rops、画家）

### イギリス
- M・P・シール（M. P. Shiel、小説家）
- アーサー・シモンズ（Arthur Symons、詩人）
- アーネスト・ダウスン（Ernest Dowson、詩人）
- オーブリー・ビアズリー（Aubrey Beardsley、画家）
- マックス・ビアボウム（Max Beerbohm、小説家・画家）
- アーサー・マッケン（Arthur Machen、小説家）
- オスカー・ワイルド（Oscar Wilde、劇作家・小説家・詩人）

### イタリア
- ガブリエーレ・ダンヌンツィオ（Gabriele d'Annunzio、詩人・小説家・劇作家）

### オーストリア
- フランツ・フォン・バイロス（Franz von Bayros、画家・イラストレーター）

### セルビア
- Vojislav Ilić（詩人）

### チェコ
- Karel Hlaváček（詩人）

### ルーマニア
- Mateiu Caragiale（詩人）

### ポーランド
- アントニ・ランゲ（Antoni Lange、詩人）

### ノルウェー
- アルネ・ガルボルグ（Arne Garborg、作家）

### エストニア
- Eric Stenbock（詩人）